# لوفت‌فارت‌گیزلشافت والتر
لوفت‌فارت‌گیزلشافت والتر (به انگلیسی: Luftfahrtgesellschaft Walter) یک شرکت هواپیمایی با کد یاتا AB است که در تاریخ ۱۹۸۰ میلادی تأسیس شده است. دفتر مرکزی لوفت‌فارت‌گیزلشافت والتر در دورتموند، آلمان واقع شده‌است.